# Zenon Witt
Zenon Włodzimierz Witt (ur. 9 czerwca 1931 w Parkowie, zm. 23 sierpnia 2019 w Poznaniu) – polski rolnik, nauczyciel i polityk, doktor nauk rolniczych, poseł na Sejm X i I kadencji.

## Życiorys
Ukończył w 1958 studia na Wydziale Ekonomiczno-Rolniczym Szkoły Głównej Gospodarstwa Wiejskiego w Warszawie, uzyskując tytuł zawodowy magistra inżyniera rolnictwa. W 1983 uzyskał doktorat w zakresie nauk rolniczych. Prowadził gospodarstwo rolne, był też nauczycielem w szkole rolniczej w Rogoźnie. Od 1967 pracownik Ośrodku Postępu Rolniczego w Sielinku, był wiceprzewodniczącym Gminnego Komitetu Rolników, Kółek i Organizacji Rolniczych w Rogoźnie. 
W 1989 uzyskał mandat posła na Sejm kontraktowy, został wybrany w okręgu pilskim z puli Zjednoczonego Stronnictwa Ludowego (należał do tej partii od 1971, był członkiem Naczelnego Komitetu i Prezydium Wojewódzkiego Komitetu ZSL w Pile). Po przekształceniu partii był działaczem Polskiego Stronnictwa Ludowego „Odrodzenie”, a następnie Polskiego Stronnictwa Ludowego). W 1991 uzyskał reelekcję w okręgu gorzowsko-pilskim. W X i w I kadencji zasiadał w Komisji Stosunków Gospodarczych z Zagranicą i Gospodarki Morskiej.
W 1985 odznaczony Krzyżem Kawalerskim Orderu Odrodzenia Polski.
Pochowany na cmentarzu parafialnym w Parkowie.